# جيلالي اليابس
الجيلالي اليابس (1948 في سيدي بلعباس بالغرب الجزائري - 16 مارس 1993 في القبة) عالم اجتماع جزائري.
تابع دراسته بمسقط رأسه بثانوية عزة عبد القادر حاليا، تحصل على البكالوريوس عام 1967 وانتقل للدراسة في جامعة الجزائر حيث تحصل على شهادة في الفلسفة والعلوم الاجتماعية، كما تحصل على شهادة الدكتوراه في العلوم الإنسانية .
تم تعيينه وزيرا للجامعات عام 1991 ثم وزيرا للتعليم العالي والبحث العلمي عام 1992. كما شغل عدة مناصب أخرى في الوزارة، وفي مارس من عام 1992 عين مديرا لمعهد الدراسات العليا والاستراتيجيات .
في 16 مارس 1993 اغتيل الجيلالي ليابس بالقبة بالعاصمة.
منذ عام 1996 صارت جامعة سيدي بلعباس تحمل اسمه. ويوجد كذلك مدرج يحمل اسمه في جامعة باجي مختار عنابة وبالتحديد كلية العلوم بجانب قسم العلوم والتكنولوجيا

## مؤلفاته
للجيلالي اليابس عدة مؤلفات باللغة الفرنسية منها :
- دول العالم الثالث والنظام العالمي الجديد (بالفرنسية: Les pays du Tiers Monde et la Nouvelle Organisation Mondiale)‏ . دار النشر القصبة.
- البحث عن الانضباط (بالفرنسية: La quête de la rigueur)‏. دار النشر القصبة.
- رأس المال الخاص ومديرو الصناعة في الجزائر (1962-1982) (بالفرنسية: Capital Privé et Patrons d'Industrie en Algérie (1962-1982))‏

## وصلات خارجية
- جيلالي اليابس ...التماس الصرامة - ترجمة وتحليل وتعليق - الأستاذ الأخضر أبو علاء عزي. موقع : freemediawatch.org.
- (بالفرنسية) صفحة عن اليابس - موقع الجمعية الفرنسية-الجزائرية لعلم النفس.